# پرئوره
پرئوره (به ایتالیایی: Preore) یک کومونه در ایتالیا است که در ترنتینو واقع شده‌است. پرئوره ۴٫۴ کیلومتر مربع مساحت و ۳۹۵ نفر جمعیت دارد.